# Useljavanje u Njemačku
Useljavanje u Njemačku vrlo je rašireno. Njemačka je druga najpopularnija destinacija migracija na svijetu, nakon Sjedinjenih Država.
Dana, 1. siječnja 2005. stupio je na snagu novi zakon o imigraciji. Politička pozadina ovog novog zakona bila je činjenica da je Njemačka, po prvi puta do sada, priznala da je "zemlja imigranata". Praktične promjene za postupak imigracije bile su relativno male. Nove kategorije imigracije, kao što su "visokoobrazovani profesionalci" i "znanstvenici" uvedene su kako bi se privukli vrijedni stručnjaci na njemačko tržište rada. Razvoj unutar njemačkog zakona o imigraciji pokazuje da je useljavanje kvalificiranih zaposlenika i akademika ublaženo, dok tržište rada ostaje zatvoreno za nekvalificirane radnike.
U travnju 2012., visoko kvalificirani građani izvan EU dobili su lakši pristup radu i životu u Njemačkoj, pod određenim uvjetima. Prema uredu Savezne statistike 2016. godine, više od petine Nijemaca ima barem parcijalne korijene izvan zemlje.
Načela slobodnog kretanja Europske unije zahtijevaju od svih građana država članica EU pravo tražiti i dobiti posao u Njemačkoj bez diskriminacije na temelju državljanstva. Ova osnovna pravila za slobodu kretanja navedena su u članku 39. Ugovora o Europskoj uniji. (vidi također Direktivu 2004/38 / EZ o slobodnom kretanju i boravištu).